# 観月ありさ 不思議の国のありさ
観月ありさ 不思議の国のありさ（みづきありさ ふしぎのくにのありさ）は、ニッポン放送で放送されたラジオ番組。

## 概要
1991年4月放送開始。当初はニッポン放送のみの放送で、放送時間は毎週月曜日21:00 - 21:50の50分番組だった。6か月後の1991年10月に30分番組となってニッポン放送においては毎週日曜日21:00 - 21:30に移動、この時からネット放送が開始された。1992年4月には毎週土曜日22:30 - 23:00に移動、1995年9月の番組終了時までこの時間で放送されていた。
電話でリスナーと直接話をするコーナーなどが設けられていた。当時、仲の良かった小泉今日子や松任谷由実の他、とんねるず、ウッチャンナンチャンらがゲストで登場した。最終回は本人のデビュー曲「伝説の少女」をアカペラで歌った。
なお2022年6月13日（12日深夜）午前1:30から「不思議のありさ Ali30（アリサーティー）」というタイトルで復活特番放送予定。

## パーソナリティ
- 観月ありさ

## 番組テーマ曲
- ウーハンの女 - 東京スカパラダイスオーケストラ（オープニング）

## ネット局
ニッポン放送を含むネット局数は、13局（'91年10月）→7局（'92年4月）→10局（'92年10月）→7局（'93年4月）→12局（'93年10月）→2局（'94年4月）→4局（'94年10月）→5局（'95年4月）と変遷。
| 局名         | 1991年10月 - 1992年3月 | 1992年4月 - 1992年9月 | 1992年10月 - 1993年3月 | 1993年4月 - 1993年9月 |
| ------------ | ---------------------- | --------------------- | ---------------------- | --------------------- |
| STVラジオ    | 土曜21:30 - 22:00      |                       | 土曜23:00 - 23:30      | →                     |
| 青森放送     | 日曜21:30 - 22:00      | 月曜23:20 - 23:50     |                        |                       |
| 岩手放送     | 土曜21:00 - 21:30      |                       |                        |                       |
| 山形放送     | 水曜22:00 - 22:30      | →                     |                        |                       |
| 信越放送     | 土曜20:00 - 20:30      |                       | 土曜20:00 - 20:30      |                       |
| 山梨放送     | 日曜23:00 - 23:30      | 日曜24:00 - 24:30     | →                      | →                     |
| 北陸放送     | 水曜21:20 - 21:50      |                       |                        |                       |
| 静岡放送     |                        | 水曜23:00 - 23:30     |                        |                       |
| 東海ラジオ   |                        |                       | 日曜22:30 - 23:00      | →                     |
| 岐阜放送     |                        |                       | 日曜24:00 - 24:30      | →                     |
| 朝日放送     | 日曜21:25 - 21:55      | 日曜23:35 - 24:05     | →                      | →                     |
| 山陽放送     | 日曜21:30 - 22:00      |                       |                        |                       |
| 西日本放送   |                        |                       | 土曜21:00 - 21:30      |                       |
| 南海放送     |                        |                       |                        |                       |
| 高知放送     | 土曜22:00 - 22:30      |                       |                        |                       |
| 九州朝日放送 |                        |                       | 土曜23:30 - 24:00      | →                     |
| 長崎放送     | 土曜18:30 - 19:00      |                       |                        |                       |
| 宮崎放送     | 木曜24:00 - 24:30      | →                     | →                      |                       |
| ラジオ沖縄   |                        |                       |                        |                       |
|              |                        |                       |                        |                       |
| 局名         | 1993年10月 - 1994年3月 | 1994年4月 - 1994年9月 | 1994年10月 - 1995年3月 | 1995年4月 - 1995年9月 |
| STVラジオ    | 土曜23:00 - 23:30      |                       |                        |                       |
| 青森放送     |                        |                       |                        |                       |
| 岩手放送     |                        |                       |                        |                       |
| 山形放送     |                        |                       |                        |                       |
| 信越放送     |                        |                       |                        |                       |
| 山梨放送     | 日曜24:00 - 24:30      | →                     | →                      | 日曜24:30 - 25:00     |
| 北陸放送     |                        |                       | 水曜22:30 - 23:00      | →                     |
| 静岡放送     | 土曜20:00 - 20:30      |                       | 木曜22:00 - 22:30      | 金曜21:00 - 21:30     |
| 東海ラジオ   | 日曜22:30 - 23:00      |                       |                        |                       |
| 岐阜放送     | 日曜24:00 - 24:30      |                       |                        | 日曜24:00 - 24:30     |
| 朝日放送     | 日曜23:35 - 24:05      |                       |                        |                       |
| 山陽放送     |                        |                       |                        |                       |
| 西日本放送   |                        |                       |                        |                       |
| 南海放送     | 日曜19:30 - 20:00      |                       |                        |                       |
| 高知放送     |                        |                       |                        |                       |
| 九州朝日放送 | 土曜23:30 - 24:00      |                       |                        |                       |
| 南海放送     | 土曜18:30 - 19:00      |                       |                        |                       |
| 高知放送     | 土曜21:00 - 21:30      |                       |                        |                       |
| 九州朝日放送 | 土曜22:30 - 23:00      |                       |                        |                       |
| 長崎放送     |                        |                       |                        |                       |
| 宮崎放送     |                        |                       |                        |                       |
| ラジオ沖縄   |                        |                       |                        |                       |

（「→」は、放送曜日・時間帯変更無し、網掛け枠は放送無し）